# Джекс-Блейк, София
София Луиза Джекс-Блейк (англ. Sophia Jex-Blake; 21 января 1840, Гастингс, Суссекс — 7 января 1912, Mark Cross, Восточный Суссекс) — английская феминистка, врач и учительница. Возглавляла кампанию за право доступа женщин к университетскому образованию, когда вместе с шестью другими женщинами, известными как Эдинбургская семёрка, начала изучать медицину в Эдинбургском университете в 1869 году. Была первой практикующей женщиной-врачом в Шотландии и одной из первых в Соединённом Королевстве Великобритании и Ирландии; вела активную агитацию за медицинское образование для женщин и участвовала в создании двух медицинских школ для женщин в Лондоне и Эдинбурге в то время, когда другие медицинские образовательные учреждения не допускали женщин к обучению.

## Биография
София Джекс-Блейк родилась в доме 3 по Крофт-Плейс в Гастингсе, Англия, 21 января 1840 года, дочь отставного юриста Томаса Джекс-Блейка, Проктора Докторской общины, и Мэри Джекс-Блейк, урождённой Кьюбитт. Её братом был Томас Джекс-Блейк, настоятель Уэлского собора, и отец Кэтрин Джекс-Блейк, класcицистки и управляющей Гёртон-колледжа в Кембридже. До восьми лет она получала домашнее образование. Она посещала различные частные школы в Южной Англии, и в 1858 году поступила в Королевский колледж в Лондоне, несмотря на возражения её родителей. В 1859 году, ещё будучи студенткой, ей предложили должность преподавателя математики в колледже, где она оставалась до 1861 года, проживая это время в семье Октавии Хилл. Она работала без зарплаты: для её семьи было непривычным, что дочь будет зарабатывать на жизнь, и отец отказал ей в разрешении принимать оплату за свой труд.
В это же время Джекс-Блейк посетила Соединенные Штаты, чтобы узнать больше о женском образовании. После посещения различных школ, в том числе те, где было организовано совместное обучение мальчиков и девочек, которое оказало на неё сильное влияние, она опубликовала свои впечатления. В бостонском госпитале для женщин и детей Новой Англии она познакомилась с одной из первых женщин-врачей страны, доктором Люси Эллен Сьюолл, которая стала её близкой подругой на всю жизнь. Там же она некоторое время работала ассистентом врача. Эти события стали поворотным моментом для Джекс-Блейк и в понимании своего истинного призвания — быть врачом.
В 1867 году вместе со Сьюзен Даймок, стажёром из больницы Новой Англии, она отправила письмо президенту и попечителям Гарвардского университета с просьбой принять её в Медицинскую школу Университета. Через месяц они получили ответ, который гласил: «ни на одном факультете этого университета не предусмотрено обучение женщин». На следующий год она надеялась поступить в Новый медицинский колледж, основанный Элизабет Блэкуэлл в Нью-Йорке, но в том же году умер её отец, и она вернулась в Англию, чтобы быть рядом с матерью.

## Борьба за медицинское образование
В 1869 году эссе Джекс-Блейк Медицина как профессия для женщин появилось в книге под редакцией Жозефины Батлер Женская работа и женская культура. В нём она утверждала, что естественный инстинкт заставляет женщин заботиться о больных. Но, поскольку образование девочек ограничивается только домашними ремёслами, они, как правило, не могут претендовать на конкуренцию с мужчинами-врачами. Тем не менее, она утверждала, что нет никаких объективных доказательств интеллектуальной неполноценности женщин по сравнению с мужчинами. И этот довод можно легко проверить, предоставив женщинам «честное поле для деятельности без всяких привилегий», то есть обучая их так, как учат мужчин, и подвергая их точно таким же экзаменам. С тех пор София Джекс-Блейк была полна решимости получить медицинское образование в Великобритании и из-за уже просвещённого отношения Шотландии к образованию, полагая, что если какой-либо университет позволит женщинам учиться, то это будет именно шотландский университет.

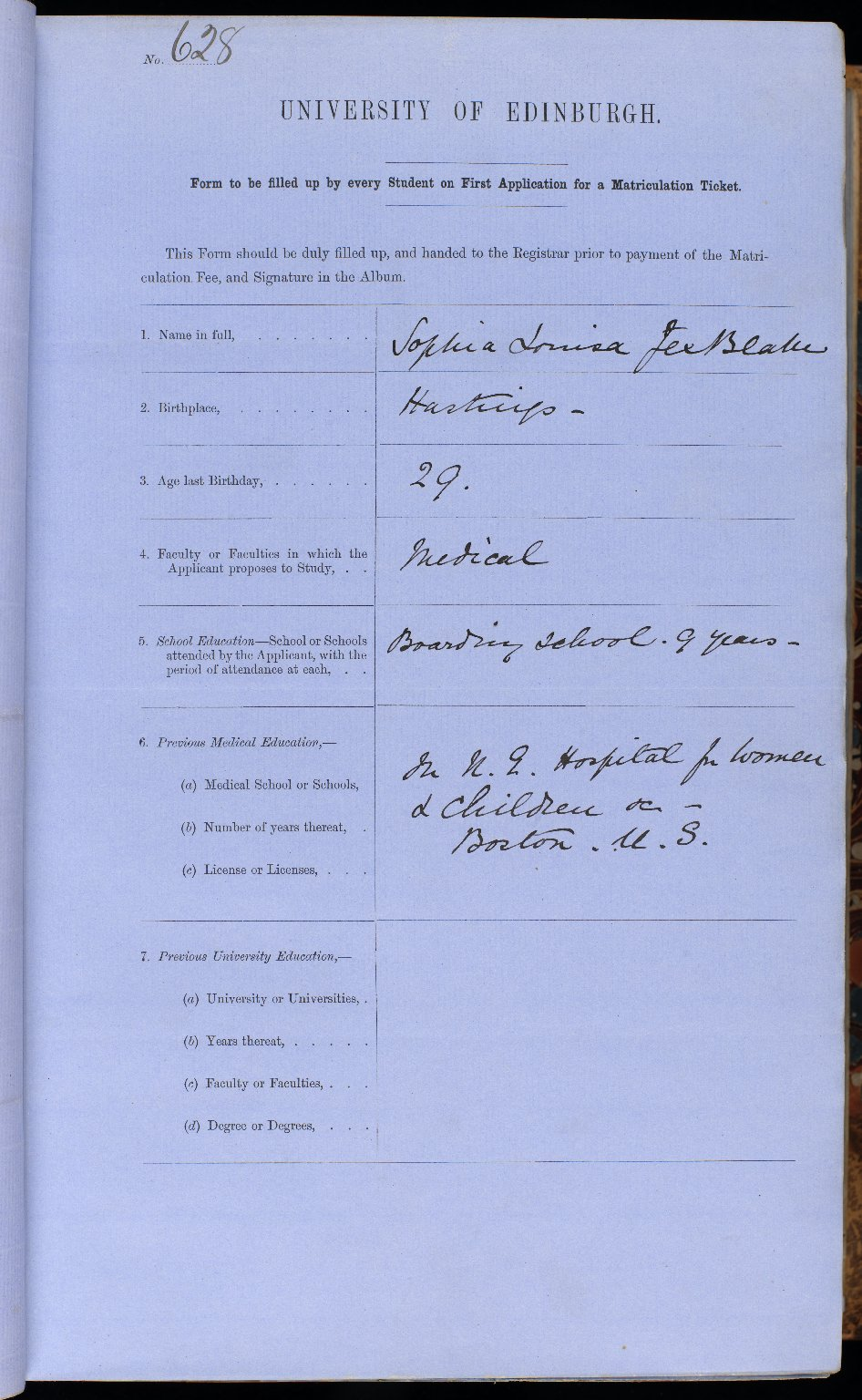
Заявление Джекс-Блейк, поданное в Эдинбургский университет

В марте 1869 года она подала заявление на изучение медицины в Эдинбургский университет, и хотя медицинский факультет и Академический Сенат проголосовали за то, чтобы разрешить ей доступ к медицинскому образованию, университетский суд отклонил её ходатайство на том основании, что университет не может принять необходимые меры «в интересах одной дамы».
Затем она объявила в The Scotsman и других национальных газетах, что к ней присоединится ещё больше женщин. Вторая заявка была подана летом 1869 года от имени группы из пяти женщин (позже к ним присоединились ещё две в том же году, создав Эдинбургскую семерку — группу, состоящую из Мэри Андерсон, Эмили Бовелл, Матильды Чаплин, Хелен Эванс, Софии Джекс-Блейк, Эдит Пичи и Изабель Торн). Она требовала аттестации и всего того, что это подразумевало — права посещать все классы и экзамены, необходимые для получения степени в области медицины. Это заявление было одобрено университетским судом, и Эдинбургский университет стал первым британским университетом, принявшим женщин.
София Джекс-Блейк написала в одном из своих писем своей близкой подруге Люси Сьюэлл:
Это же великое дело — поступить в самый первый британский университет, когда-либо открытый для женщин, не так ли?

### Бунт в хирургическом зале
Когда женщины стали демонстрировать, что могут конкурировать на равных с мужчинами-студентами, враждебность по отношению к ним начала расти. Они получали непристойные письма, их провожали домой, прикрепляли к входной двери фейерверки, забрасывали грязью. Кульминацией этого стал бунт в хирургическом зале 18 ноября 1870 года, когда женщины пришли сдавать экзамен по анатомии в хирургический зал, и разъярённая толпа из более чем двухсот человек собралась снаружи, бросая грязь, мусор и оскорбления в адрес женщин.
Эти события попали в национальные заголовки и позволили женщинам обрести много новых сторонников. Однако влиятельные представители медицинского факультета в конце концов убедили университет отказать женщинам в получении диплома, обжалуя решения в вышестоящих судах. В конце концов суды постановили, что женщинам, уже получившим учёную степень, оказывается, никогда не разрешалось поступать на эти курсы. Их дипломы были отозваны, и кампания в Эдинбурге провалилась в 1873 году.
Многие из этих женщин поступили в европейские университеты, которые уже позволяли им получить высшее образование и завершить своё обучение там.

## Время реформ
В 1877 году женщины были приняты на обучение в другие британские университеты. Британский политик Джеймс Стансфельд, который был тесно связан с Лондонской кампанией (после провала Эдинбургской кампании), писал в своей Краткой истории этих событий:
Доктор София Джекс-Блейк внесла самый большой вклад в достижение этой цели. Я не говорю, что она была главной причиной успеха. Конечная причина была просто в том, что время пришло. Один из уроков истории прогресса состоит в том, что, когда приходит время реформ, вы не можете сопротивляться им, а если попытаетесь это сделать, то можете расширить их характер или ускорить их появление. Противники, когда приходит время, не просто тянут за собой колесницы прогресса — они помогают их вращать. Самые могущественные силы, независимо от того, на чьей стороне действуют, вносят свою помощь в общее дело. Самыми заметными здесь были, на мой взгляд, с одной стороны Эдинбургский университет во главе с сэром Робертом Кристисоном, с другой — женщины-претендентки во главе с доктором Софией Джекс-Блейк
В 1874 году София Джекс-Блейк помогла основать Лондонскую школу медицины для женщин, но также продолжала вести кампанию и учиться. В 1876 году был принят Медицинский акт — закон, разрешающий медицинским органам выдавать лицензии всем квалифицированным заявителям независимо от их пола. Первой организацией, которая воспользовалась новым законодательством, был Королевский медицинский колледж Ирландии, но прежде чем Джекс-Блейк обратилась к ним, она сдала медицинские экзамены в Бернском университете, где в январе 1877 года получила степень доктора медицины. Четыре месяца спустя она добилась еще большего успеха в Дублине, получив ученую степень и лицензию Королевского медицинского колледжа Ирландии, что означало, что она наконец-то может быть зарегистрирована в Генеральном медицинском совете, и официально стать третьей женщиной-врачом в стране.

## Медицинская карьера

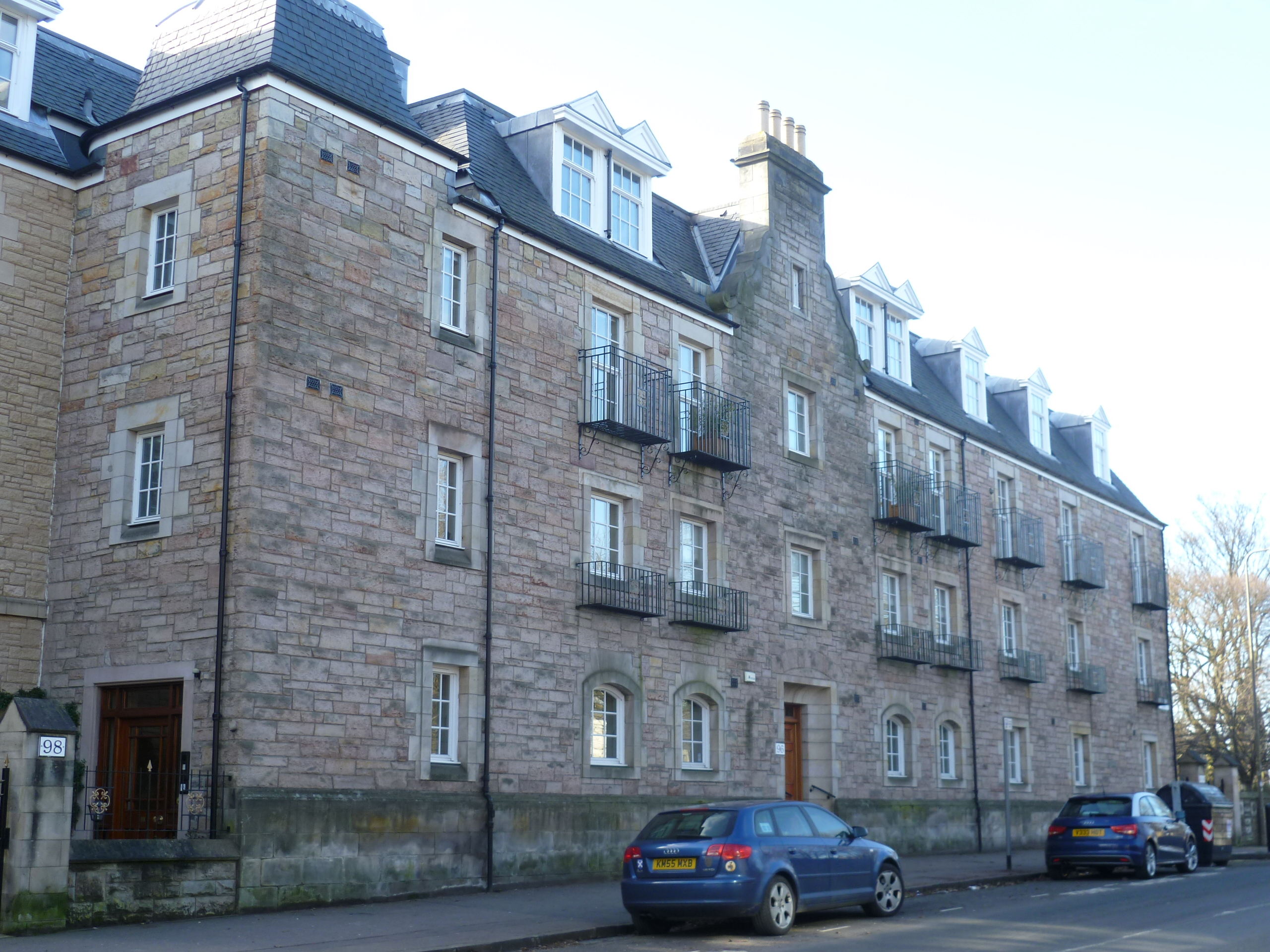
Больница Брантсфилда, ныне переоборудованная многоквартирный дом, 2010 год

Джекс-Блейк вернулась в Эдинбург, где сняла дом на 4-й Мэнор-Плейс и в июне 1878 года установила межную вывеску — в Эдинбурге появилась первая женщина-врач. Три месяца спустя она открыла амбулаторию на Гроув-Стрит, 73, в Фонтенбридже, где бедные женщины могли получить медицинскую помощь за плату в несколько пенсов. После смерти матери в 1881 году она пережила период депрессивного затворничества, а в 1886 году основала Эдинбургскую Школу медицины для женщин. Амбулатория, расширенная к 1885 году, была перенесена в более просторное помещение на Гроув-Стрит, 6, где было добавлено небольшое отделение на пять коек. Маленькая амбулатория, таким образом, стала Эдинбургской больницей и амбулаторией для женщин. Это была первая в Шотландии больница для женщин, полностью укомплектованная женщинами.
Два года спустя она основала Эдинбургскую Школу медицины для женщин. Фактически это был небольшой класс заочного обучения, в котором преподавали, в основном, мужчины, связанные с Эдинбургским университетом, для мужчин и женщин. Среди первых учеников были Элси Инглис, Грейс Росс Каделл и её сестра Джорджина, но мастерство Джекс-Блейк как учителя не соответствовало её высокому статусу врача. И вскоре у неё возник раскол с учениками, кульминацией которого стало печально известное судебное дело в 1889 году, результатом которого Джекс-Блейк была привлечена к ответственности за причинённый ущерб. После этого сестры Каделл продолжили свои занятия с более добродушной, хотя и гораздо более молодой Элси Инглис, которая основала конкурирующую школу — Эдинбургский медицинский колледж для женщин. Школа Джекс-Блейк фактически закрылась в 1892 году, когда Эдинбургский университет начал принимать студентов женского пола. Колледж Элси Инглис просуществовал до 1916 года, когда он объединился с Медицинской школой Королевских колледжей в хирургическом зале.
Джекс-Блейк вела свою практику в течение 16 лет в доме, известном как Брантсфилд-Лодж на Уайтхаус-кредит. Когда она вышла на пенсию в 1889 году, Эдинбургская больница и диспансер для женщин и детей переехали на этот участок и стали известны как больница Брантсфилд, которая продолжала функционировать до 1989 года.

## Личная жизнь
Предполагается, что Джекс-Блейк состояла в романтических отношениях с доктором Маргарет Тодд. Когда Джекс-Блейк вышла на пенсию в 1899 году, они переехали в Виндиден, Марк Кросс, Ротерфилд, где доктор Тодд написала свои произведения Путь спасения в 1902 году и Рост в 1906 году. Её дом стал местом встречи бывших студентов и коллег, и она принимала писателей и знакомых со всего мира.
Джекс-Блейк умерла в Виндидене 7 января 1912 года и похоронена в Ротерфилде. Впоследствии Тодд написала книгу Жизнь доктора Софии Джекс-Блейк.

## Наследие

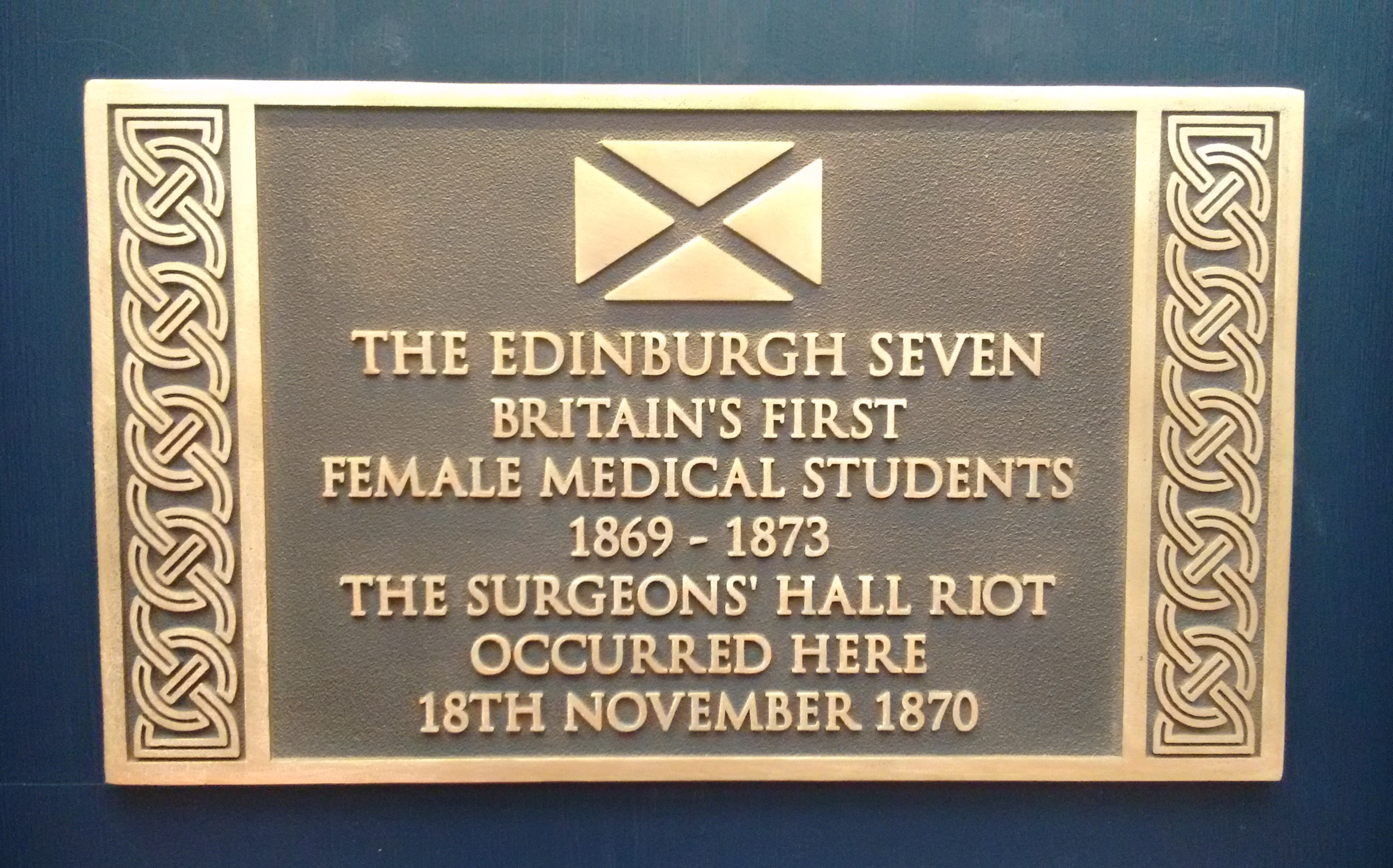
Историческая Шотландская памятная доска Эдинбургской семёрке и хирургическому залу

Эдинбургский университет увековечил память Софии Джекс-Блейк мемориальной доской (работы Пилкингтона Джексона) у входа в свою медицинскую школу, обозначив её как «врача, пионера медицинского образования для женщин в Великобритании, выпускницу университета».
В 2015 году была открыта историческая мемориальная доска Шотландии, посвященная бунту в Хирургическом зале 18 ноября 1870 года.
Члены Эдинбургской семёрки были удостоены учёных степеней посмертно в Макьюэн-холле Эдинбургского университета 6 июля 2019 года. Учёные степени были получены от их имени группой нынешних студентов Эдинбургской Медицинской школы. Студент-медик Симран Пия получил почётную степень от имени Софии Джекс-Блейк. Выпускной был первым из серии мероприятий, запланированных Эдинбургским университетом в ознаменование достижений и значимости Эдинбургской семёрки.

## Работы
- A Visit to Some American Schools and Colleges (Посещение некоторых американских школ и колледжей). London: Macmillan and Company. (1867).
- Medical Women: A Thesis and a History (Женщина-врач: Тезисы и история).(1872).
- The Practice of Medicine by Women (Врачебная практика женщин). — в соавторстве с Эдит Пичи и Изабель Торн. (1876).
- Puerperal Fever: an Inquiry into its Nature and Treatment: A Graduation Thesis (Послеродовая лихорадка: исследование ее природы и лечения: Дипломная работа). (1877).
- The Care of Infants: A Manual for Mothers and Nurses (Уход за младенцами: пособие для матерей и медсестёр). London: Macmillan and Company. (1884).